# Ochotniczy Korpus Żandarmerii
Ochotniczy Korpus Żandarmerii (gr. Εθελοντική Χωροφυλακή, Ethelodiki Chorofilaki – ochotnicza żandarmeria, policja pozamiejska) – grecka kolaboracyjna formacja policyjna podczas II wojny światowej
Korpus został sformowany przez Niemców po zajęciu Grecji pod koniec kwietnia 1941 roku na bazie przedwojennej greckiej żandarmerii. Podlegał wyższemu dowódcy SS i policji. Wchodził w skład Ordnungspolizei. Jego zadaniem było zapewnienie sprawowania władzy przez rząd kolaboracyjny i ochrona cywilnego aparatu przymusu, na obszarach okupowanych przez wojska niemieckie. Żandarmi nosili niemieckie mundury policji lub armii. Na lewym ramieniu mieli małą tarczę z grecką flagą. Utworzono pięć batalionów żandarmerii. Dwa z nich stacjonowały w Atenach (I i V), pozostałe w Koryncie, Kalamacie, Argos. Liczyły ok. 1,6 tys. ludzi.
W początkowym okresie okupacji greccy żandarmi asystowali Niemcom podczas akcji antypartyzanckich, organizowali deportacje ludności żydowskiej i uczestniczyli w wymuszaniu kontyngentu rolnego dla Rzeszy. Głód pochłonął wtedy w Grecji ponad 300 tys. ofiar. Posterunki żandarmerii, zwłaszcza te położone w małych miejscowościach, były ustawicznie likwidowane przez lewicowych, republikańskich partyzantów ELAS. Na wyróżniających się gorliwą służbą policjantach partyzanci wykonywali wyroki śmierci. Od końca 1943 wojskowe akcje antypartyzanckie przejęte zostały przez Bataliony Bezpieczeństwa. Nie zapobiegło to opanowaniu i zarządzaniu większej części terytorium Grecji przez partyzantów, podczas gdy okupanci ograniczali się do kontroli niektórych dzielnic miast oraz głównych, międzynarodowych szlaków komunikacyjnych.
Po wyzwoleniu, 3 i 4 grudnia 1944, przez Ateny przetoczyła się wielka fala demonstracji. Do głównych haseł należało surowe ukaranie byłych kolaborantów. Masakrując cywilnych demonstrantów ogniem, strzelając nawet do osób udzielających pomocy rannym, oddziały żandarmerii odegrały kluczową rolę w sprowokowaniu wybuchu 35-dniowych walk „Dekemvriana”, określanych też jako pierwszy etap greckiej wojny domowej z lat 1946–1949. Zaangażowane w ich trakcie do walk z ELAS poniosły duże straty, lecz uniknęły powojennej odpowiedzialności za kolaborację.